# Hebomoia glaucippe

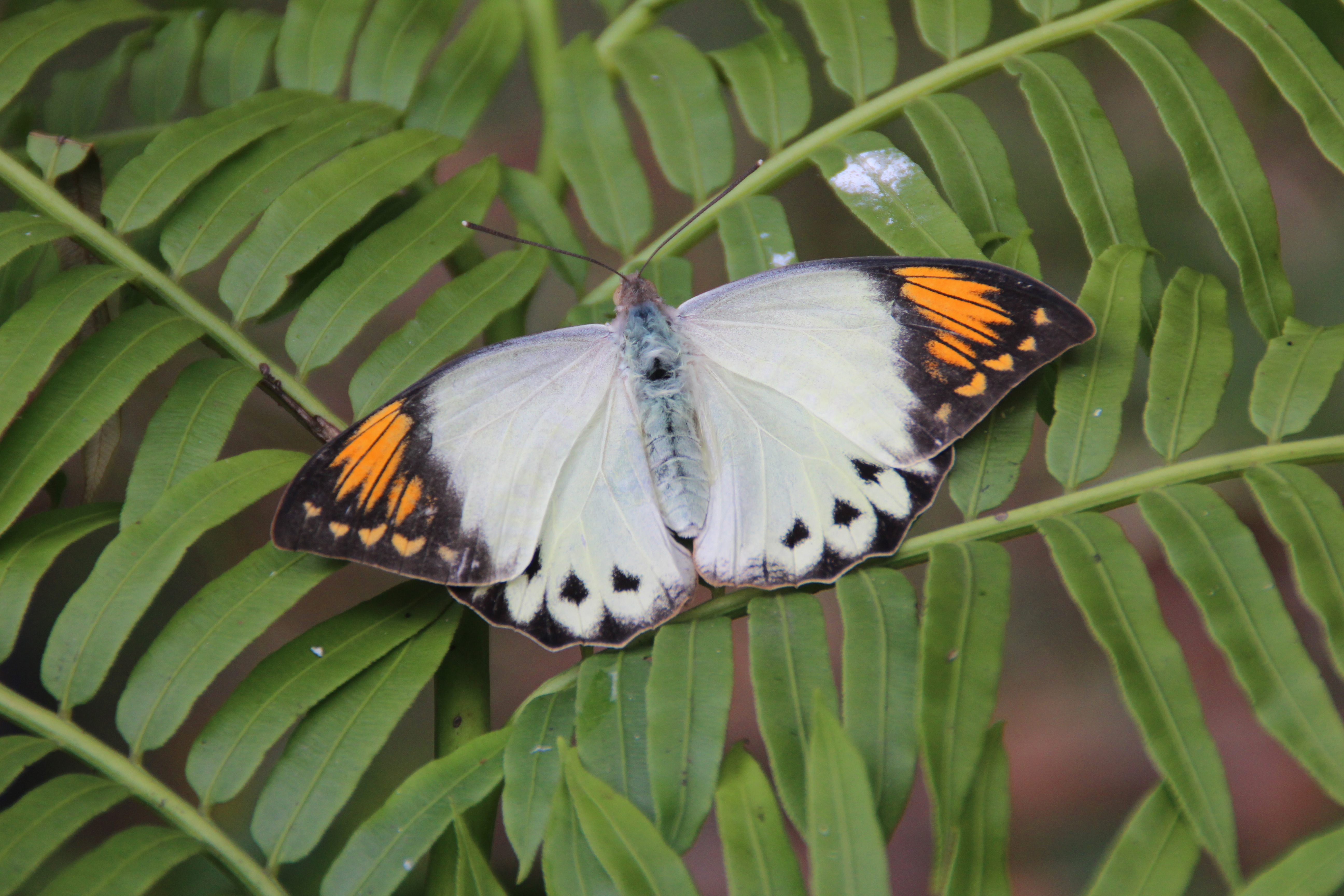
Weibchen

Hebomoia glaucippe ist ein in Asien vorkommender Schmetterling (Tagfalter) aus der Familie der Weißlinge (Pieridae). Carl von Linné beschrieb die Art 1758 unter dem Namen Papilio glaucippe und benannte sie nach Glaucippe, einer der fünfzig Töchter des Danaos aus der griechischen Mythologie.

## Merkmale

### Falter
Die Flügelspannweite der Falter beträgt 80 bis 100 Millimeter. Sie zählen damit zu den sehr großen Weißlingen und werden demzufolge zuweilen als „Großer Aurorafalter“ bezeichnet. Die Art ist durch einen leichten Sexualdimorphismus charakterisiert. Beide Geschlechter haben weiße Flügel. Bei den Männchen ist der Apexbereich auf der Vorderflügeloberseite großflächig kräftig orangerot gefärbt, schwarz eingefasst und mit kleinen schwarzen Keilflecken versehen. Ein Diskalfleck fehlt. Bei den Weibchen ist der Apexbereich gelborange gefärbt und kräftiger schwarz eingefasst. Der Saumbereich auf der Hinterflügeloberseite hat eine schwarze Farbe und zeigt einige ebenfalls schwarze Flecke vor dem Saum. Die Vorder- und Hinterflügelunterseiten sind bei Exemplaren der Monsunzeit ockerfarben sowie zuweilen schwach hellbraun marmoriert und mit einem dünnen dunkelbraunen Längsstreifen gemustert. Sie wirken dadurch wie ein verwelktes Blatt. Falter der Trockenzeit zeigen wesentlich hellere Flügelunterseiten.

### Präimaginalstadien
Das Ei hat eine hellbraune Farbe, eine getreidekornähnliche Form und ist auf der Oberfläche mit einigen geraden Längsrippen versehen, die an der Mikropyle als Spitzen auslaufen.
Ausgewachsene Raupen sind kräftig grün gefärbt. Die gesamte, sehr raue Körperoberfläche ist schwarz punktiert. Der Seitenstreifen ist in rote oder gelbe Punkte aufgelöst und weiß angelegt. Hinter dem Kopf befinden sich zu jeder Seite je ein großer glänzend schwarzer sowie ein orangebrauner Fleck. Zusammen mit der spitzen Kopfform wirkt die Raupe mit dem schwarzen Augenfleck wie eine Nasen-Peitschennatter (Ahaetulla nasuta) und schreckt damit potentielle Fressfeinde ab. Dieses Aussehen ist ein typisches Beispiel für eine Mimikry.
Die Puppe ist als Stürzpuppe ausgebildet und hat eine hellgrüne Farbe. Die Flügelscheiden ragen hervor und zeigen kurz vor dem Schlüpfen des Falters bereits dessen Zeichnung.

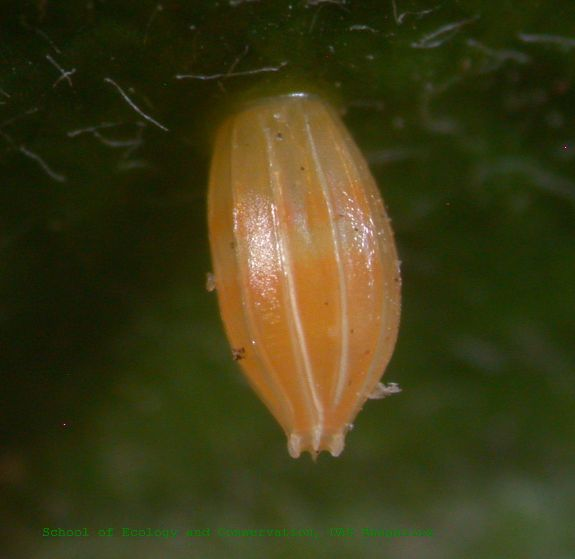
Ei
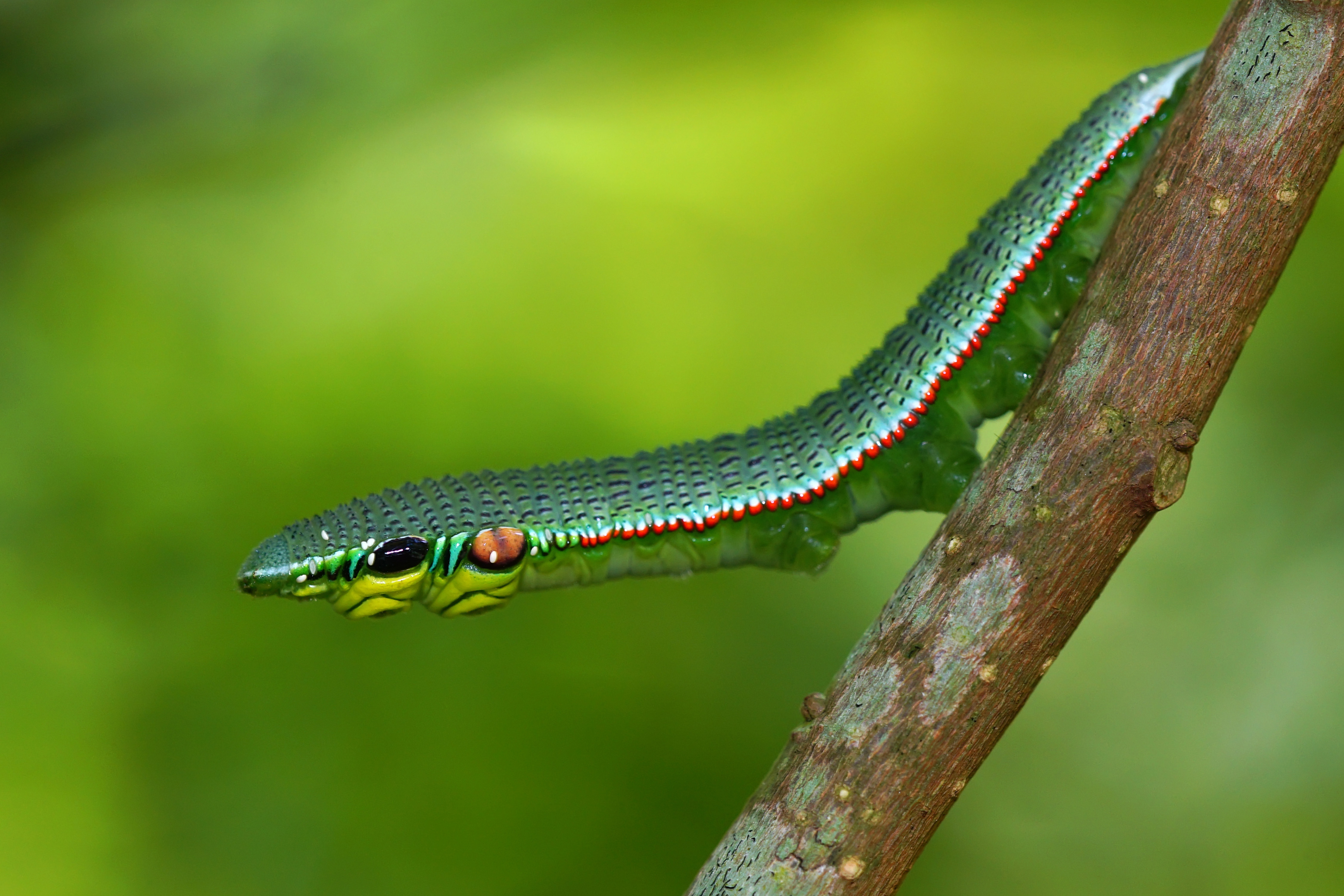
Raupe, die eine Nasen-Peitschennatter nachahmt
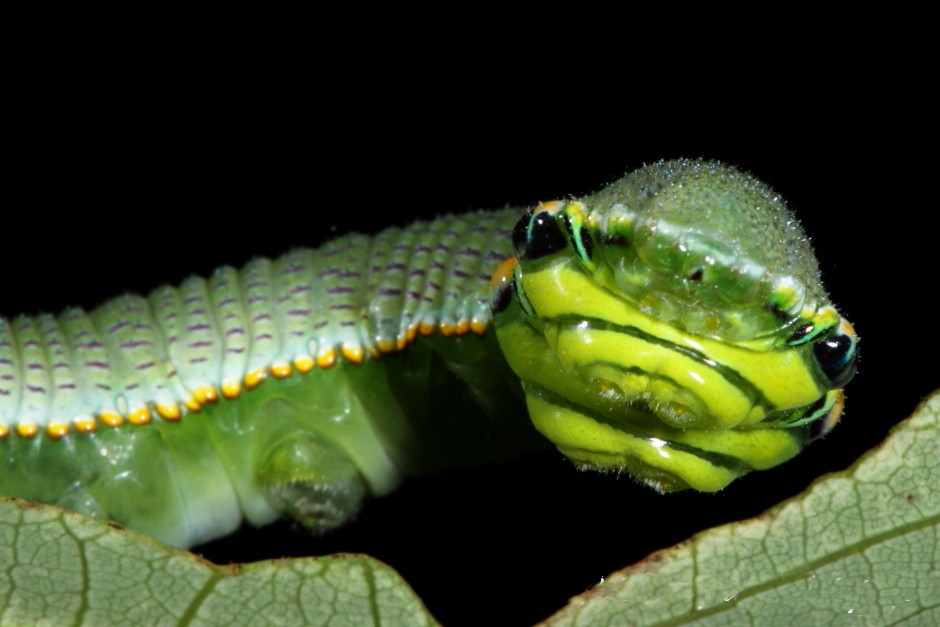
Kopf der Raupe
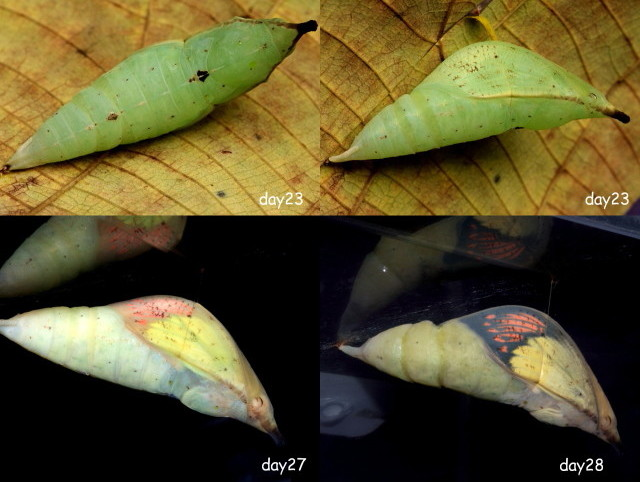
Puppenstadien
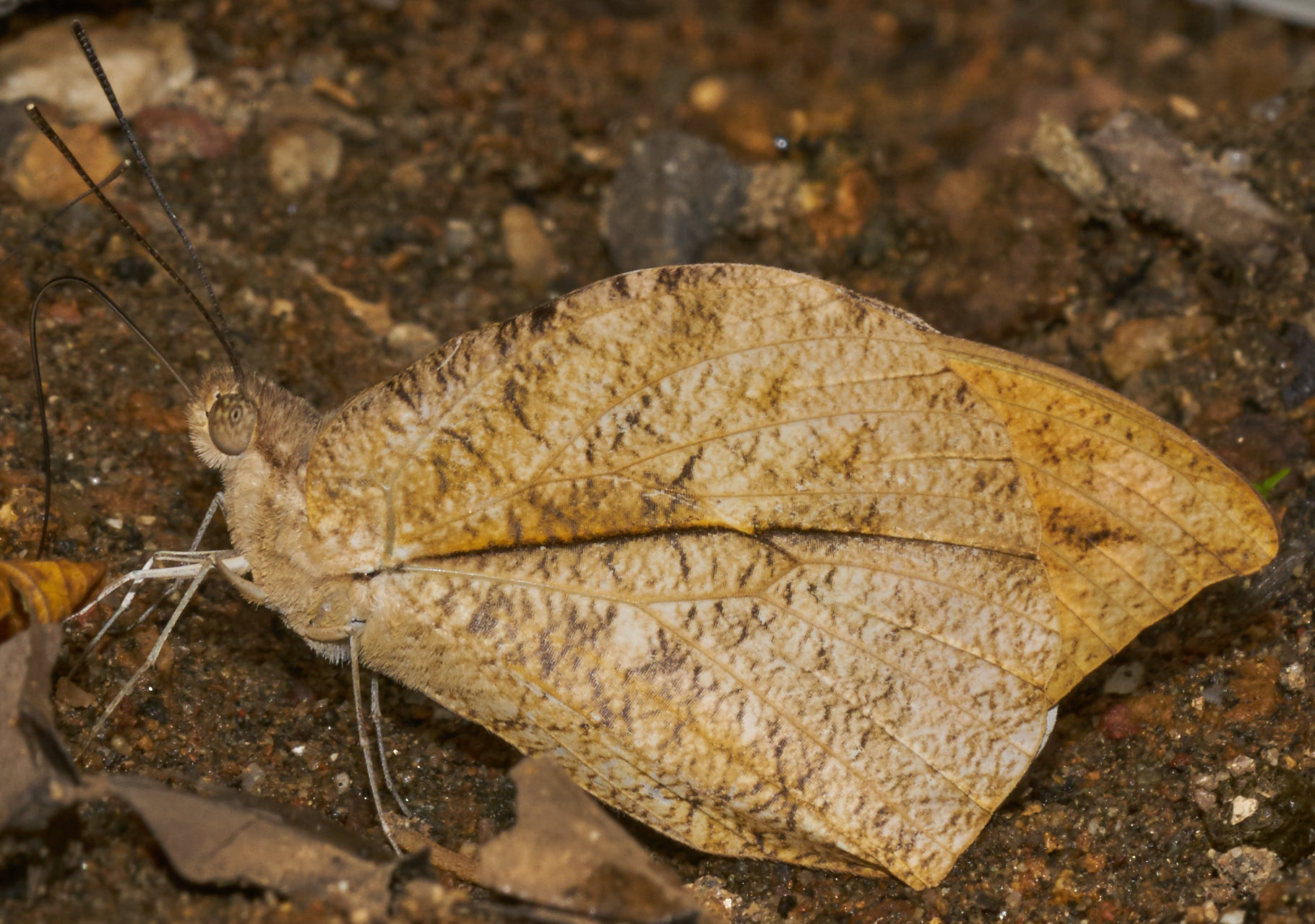
Flügelunterseite

### Ähnliche Arten
Der Aurorafalter (Anthocharis cardamines) sowie einige Falter der Gattung Colotis, beispielsweise Colotis danae zeigen zwar ähnliche Flügelzeichnungen, sind aber mit Flügelspannweiten zwischen 30 und 60 Millimetern deutlich kleiner als Hebomoia glaucippe.

## Verbreitung und Lebensraum
Die Art kommt im gesamten südostasiatischen Raum verbreitet vor. Hebomoia glaucippe besiedelt in erster Linie lichte Wälder, Bachufer und Wiesen.

## Lebensweise
Die Falter fliegen das ganze Jahr hindurch in mehreren Generationen. Sie saugen gerne an Blüten, beispielsweise an Wandelröschen (Lantana). Die Raupen ernähren sich von den Blättern von Kohl (Brassica), Kapernsträuchern (Capparis), Crateva und Cleomaceae. Im Rahmen der Erstellung eines Protein-Profils wurde in den Flügeln von Hebomoia glaucippe das Vorhandensein von Glacontryphan-M, einem Peptidtoxin, das auch bei der zu den Kegelschnecken (Conidae) zählenden Gattung Conus gefundenen wurde, festgestellt. Das Gift fungiert als Abwehr gegen verschiedene Fressfeinde, darunter Ameisen, Gottesanbeterinnen, Spinnen, Eidechsen, Frösche und Vögel.

## Taxonomie
Gegenwärtig sind folgende Unterarten bekannt.
- Hebomoia glaucippe aishines (Fruhstorfer, 1911) Polillo
- Hebomoia glaucippe anaxandra Fruhstorfer, 1910 Kalao
- Hebomoia glaucippe anomala Pendlebury, 1939 Pulau Aur
- Hebomoia glaucippe aturia Fruhstorfer, 1910 Südburma, Thailand, Malaysia, Singapur
- Hebomoia glaucippe aurantiaca Fruhstorfer, 1903 Obi
- Hebomoia glaucippe australis Butler, 1898 Südindien
- Hebomoia glaucippe boholensis (Fruhstorfer, 1911) Bohol
- Hebomoia glaucippe borneensis (Wallace, 1863) Borneo
- Hebomoia glaucippe celebensis (Wallace, 1863)  Sulawesi, Talaudinseln, Selayar, Kalao, Jampea, Buton, Banggai
- Hebomoia glaucippe ceylonica Fruhstorfer, 1907 Sri Lanka
- Hebomoia glaucippe chewi Morita, 2006
- Hebomoia glaucippe cincia Fruhstorfer, 1910
- Hebomoia glaucippe cuyonicola Fruhstorfer, 1907 Cuyo-Archipel
- Hebomoia glaucippe domoranensis Fruhstorfer, 1911 Domoran
- Hebomoia glaucippe erinna Fruhstorfer, 1910 Mindanao
- Hebomoia glaucippe felderi (Vollenhoven, 1865) Morotai, Halmahera
- Hebomoia glaucippe flavomarginata Pagenstecher, 1896 Sumatra
- Hebomoia glaucippe formosana Fruhstorfer, 1908 Taiwan
- Hebomoia glaucippe glaucippe (Linnaeus, 1758) Nordindien, China, Hainan
- Hebomoia glaucippe iliaca (Fruhstorfer, 1911) Camiguin
- Hebomoia glaucippe javanensis (Wallace, 1863) Java
- Hebomoia glaucippe liukiuensis Fruhstorfer, 1898 Japan
- Hebomoia glaucippe lombockiana Butler, 1878 Lombok
- Hebomoia glaucippe mindorensis Frustorfer, 1911 Mindoro
- Hebomoia glaucippe palawensis Frustorfer, 1907 Palawan
- Hebomoia glaucippe philippensis (Wallace, 1863) Philippinen
- Hebomoia glaucippe reducta Fruhstorfer, 1907 Polillo Island
- Hebomoia glaucippe roepstorffi Wood-Mason, 1880 Andamanen
- Hebomoia glaucippe sangirica Fruhstorfer, 1911 Sangihe-Inseln
- Hebomoia glaucippe shirozui Kurosawa & Omoto, 1955 Japan
- Hebomoia glaucippe sulaensis Fruhstorfer, 1907 Sula-Inseln
- Hebomoia glaucippe sulphurea (Wallace, 1863) Bacaninseln
- Hebomoia glaucippe sumatrana Hagen, 1890 Sumatra
- Hebomoia glaucippe theia Nishimura, 1987
- Hebomoia glaucippe timorensis (Wallace, 1863) Timor
- Hebomoia glaucippe uedai Morita, 1996 Banggai
- Hebomoia glaucippe vossi (Maitland, 1859) Nias